# 柳承穆
柳承穆（韓語：유승목，1969年9月14日—），韓國男演員。

## 演出作品

### 電視劇
- 2010年：SBS《沒關係，爸爸的女兒》飾演 許萬秀
- 2012年：Channel A《熊貓小姐和刺蝟》飾演 吉東具
- 2013年：KBS《劍與花》飾演 薛榮
- 2014年：OCN《能看見鬼的警察處容》飾演 卞國鎮
- 2015年：MBC《華政》飾演 柳希奮
- 2015年：SBS《龍八夷》飾演 李刑警
- 2016年：tvN《吹笛子的男人》飾演 孔智萬
- 2016年：tvN《THE K2》飾演 金議員
- 2018年：tvN《Cross》飾演 白智南
- 2018年：OCN《Voice2》飾演 羅洪秀
- 2018年：OCN《客：The Guest》飾演 尹根浩
- 2019年：Netflix《屍戰朝鮮》飾演 東萊吏房
- 2019年：SBS《熱血司祭》飾演 順天五光斗（特别出演）
- 2019年：OCN《Voice3》飾演 羅洪秀
- 2019年：tvN《偉大的Show》飾演 魏大韓的父親（特别出演）
- 2020年：tvN《金钱游戏》饰演 徐养佑
- 2020年：tvN《Oh My Baby》飾演 金哲中[2]
- 2020年：kakaoTV《AMANZA》饰演 爸爸
- 2021年：SBS《模範計程車》飾演 趙鎮宇[3]
- 2021年：kakaoTV《今天开始发动机ON》
- 2021年：Coupang Play《某一天》飾演 鄭相秀
- 2022年：Disney+《第六感之吻》飾演 莫匹思汽車 理事
- 2022年：Disney+《舊案尋兇》飾演 裴英斗
- 2023年：SBS《模範計程車2》飾演 趙鎮宇（特別出演）
- 2023年：Disney+《舊案尋兇2》飾演 裴英斗（特別出演）
- 2023年：Disney+《Moving》飾演 趙萊赫[4]
- 2023年：MBC《犬系戀人》飾演 教務主任[5]
- 2024年：Netflix《遺贈的秘密》饰演 崔泰成
- 2024年：Netflix《炸雞奇遇記》饰演 柳仁袁
- 2024年：ENA《Crash》飾演 閔龍建
- 2024年：Coupang Play《家族计划》饰演 赵海八
- 2025年：tvN《愛情發芽中》

### 電影
- 2003年：《殺人回憶》
- 2005年：《外出》飾演 醫生
- 2006年：《女教授的隱秘魅力》
- 2006年：《駭人怪物》
- 2006年：《無道里》
- 2007年：《恐懼黑屋》
- 2007年：《幸福》
- 2009年：《金錢作戰》
- 2009年：《影子殺人》
- 2009年：《七級公務員》
- 2010年：《離家的男人》
- 2011年：《End of Animal》
- 2011年：《快遞驚魂》
- 2012年：《危險的興奮》
- 2012年：《狼少年：不朽的愛》
- 2013年：《心靈感應》
- 2014年：《Plan Man》
- 2014年：《韓公主》
- 2014年：《海霧》
- 2015年：《江南1970》
- 2016年：《偵探洪吉童：消失的村莊》
- 2016年：《失控隧道》
- 2016年：《潘朵拉》饰演 甘氏
- 2017年：《隊長 金昌洙》饰演 李永达
- 2017年：《1987：黎明到來的那一天》饰演 刘科长
- 2018年：《念力》饰演 金氏
- 2019年：《怎麼就，結婚了》飾演 教練
- 2019年：《偶像》飾演 黃弁
- 2019年：《極惡對決》饰演 安浩峰
- 2021年：《霹靂油俠》饰演 罗科长[6]
- 2021年：《奇蹟：給總統的一封信》飾演 朴司機
- 2021年：《獵魂者》飾演 新世界宅配部長李新右
- 2022年：《分手的決心》饰演 奇道秀
- 2023年：《對外秘密》饰演 安奎焕
- 2023年：《非正式作戰》饰演 李次官[7]
- 2024年：《最后期限》[8]
- 2025年：《月球漫步》[9]
- 2025年：《喬王出任務》饰演 竞技科长

## 外部連結
- 柳承穆在NAVER上的资料
- 柳承穆在Daum上的资料
- 柳承穆在韩国电影数据库（KMDb）上的資料（韓語）
- 柳承穆在互联网电影资料库（IMDb）上的資料（英文）
- 柳承穆在HanCinema的頁面（英文）